# 득량면
득량면(得粮面)은 대한민국 전라남도 보성군의 면이다.

## 행정 구역
- 도촌리(道村里)
- 마천리(馬川里)
- 비봉리(飛鳳里)
- 삼정리(三亭里)
- 송곡리(松谷里)
- 예당리(禮堂里)
- 오봉리(五峰里)
- 정흥리(正興里)
- 해평리(海坪里)

## 학교
- 예당초등학교 득량분교 (2008년 폐교)
- 득량남초등학교
- 득량서초등학교 (1997년 폐교)
- 비봉초등학교 (1997년 폐교)
- 예당초등학교
- 득량중학교
- 예당중학교
- 예당고등학교

## 문화재
- 비봉리 공룡알화석 산지 : 천연기념물 제418호